# Вильнер, Азалий Моисеевич
Вильнер Азалий Моисеевич (1898, Горки, Могилёвская губерния — 1984, Ленинград) — советский учёный в области ветеринарии. Доктор ветеринарных наук (1945), профессор (1946).

## Биография
Родился в еврейской семье в Горках Могилёвской губернии (ныне Беларусь).
В 1923 году окончил Горецкий сельскохозяйственный институт. В 1925—1960 годах (с перерывами) работал ассистентом, доцентом, профессором и заведующим кафедрой зоогигиены Ленинградского ветеринарного института.
В 1938—1942 годах был первым заведующим кафедры кормления сельскохозяйственных животных, в 1960—1974 вновь возглавил эту кафедру.
В 1942 году эвакуирован в Омск.
В 1945 году защитил диссертацию на соискание учёной степени доктора ветеринарных наук на тему «Хлебные клещи, их токсичность и потери, вызываемые ими в запасах сельскохозяйственных продуктов» в Омском сельскохозяйственном институте.
В 1945—1958 возглавлял кафедру зоогигиены с основами зоотехники Ленинградского института усовершенствования ветеринарных врачей
В 1974 году вышел на пенсию.

## Награды
Награждён орденом Ленина, несколькими правительственными медалями и золотой медалью на Всесоюзной сельскохозяйственной выставке в 1940 г.

## Научные труды
Основными направлениями научных исследований A.M. Вильнера были гигиена содержания и кормления сельскохозяйственных животных. Им опубликовано свыше 100 научных работ, в том числе монография «Кормовые отравления сельскохозяйственных животных», «Зоогигиена» в соавторстве с В. П. Никитиным в книге «Справочник ветеринарного врача»; «Зоогигиена и основы ветеринарии» в соавторстве и др.
- «Гигиена кормления сельскохозяйственных животных», 1949
- «Кормовые отравления сельскохозяйственных животных», 1966
- «Кормовые отравления животных и борьба с ними», 1969
- «Кормовые отравления», 1974
- «Повышение белка в кормах», 1974
- «Зоогигиена» (в соавторстве)
- «Зоогигиена и основы ветеринарии» (в соавторстве)